# 郷本川
郷本川（ごうもとがわ）は、新潟県を流れる二級河川である。旧島崎川（しまざきがわ）の治水事業によって生まれた河川のひとつであり、本項では島崎川を含む関連河川についても述べる。

## 概要
長岡市域の旧和島村と旧三島町の境界を成す笠抜山（標高202.9m）付近に源を発し、JR越後線小島谷駅付近を経由したのち日本海に注ぐ。

## 歴史
大河津分水路が開削される以前、三島郡周辺では旧島崎川が出雲崎町から現在のJR越後線のルートに沿うように流れ、旧分水町で信濃川の支流である西川と合流していた。当時旧島崎川は新潟港への舟運の経路として利用されており、この舟運の目的と農耕水利利用のために治水工事はほとんど実施されず、信濃川が増水するたびにその水が逆流し、沿川各地は度々大きな水害に見舞われていた。郷本川は、この度重なる水害の抜本的対策として、旧島崎川の支川を利用して郷本浜へ分水するための排水路として元禄期の頃に計画され、1774年（安永3年）に工事が開始された。本格的な工事は、大河津分水路工事の開始により、旧島崎川が西川から遮断され排水不良となることから1872年（明治5年）に始まり、1873年（明治6年）に完成した。
1922年（大正11年）に大河津分水路が通水し、旧島崎川は西川と分断されたため、日本海への排水路として落水川（現在の島崎川）、新島崎川が整備され、郷本川も拡幅された。この頃、落水川、郷本川、新島崎川はすべてつながっていたが、その後の改修で分断され、1986年には河川名が現在の名称である新島崎川・郷本川・島崎川に改称された。
平成に入ってからも水害が発生しており、絶えず治水事業が続いている。2018年（平成30年）11月には和島地区において「郷本川捷水路」が完成した。
日本海への排水路として1915年（大正4年）に完成した円上寺隧道は「日本最古の総コンクリート製水路トンネル」とも言われ、2021年に土木学会選奨土木遺産に認定された。